# Jelovica, Gorenja vas-Poljane
Jelovica este o localitate din comuna Gorenja vas - Poljane, Slovenia, cu o populație de 14 locuitori.